# Mirna Rajle Brođanac
Mirna Rajle Brođanac (Osijek, 14. studenog 1974.) je bivša hrvatska veslačica. Jedna je od najuspješnijih hrvatskih veslačica svih vremena.

## Obrazovanje i športski početci
Nakon završena osnovna i srednjega obrazovanja u Osijeku 1988. godine diplomirala je na Ekonomskomu fakultetu u Osijeku.
Od 1981. do 1985. trenira gimnastiku u tadašnjemu „Partizanu”. Od 1985. do 1990. trenira stolni tenis u tadašnjemu „Metalac – OLT”. Natječe se u prvoj postavi ženske momčadi te ostvaruje solidne rezultate u ligi bivše Jugoslavije. Zbog kupovine velikoga broja vanjskih igračica te nove politike Uprave kluba prestaje se baviti stolnim tenisom. Od studenoga 1990. počinje se baviti veslanjem u Veslačkome klubu Iktus, te 42 puta postaje prvakinjom Hrvatske u različitim discipnama:
- Samac seniorke
- Samac lake seniorke
- Dvojac bez kormilara seniorke
- Dvojac bez kormilara juniorke
- Dvojac na pariće seniorke
- Dvojac na pariće lake seniorke
- Četverac na pariće seniorke
- Četverac bez kormilara
- Ergometar

## Športski rezultati
| Godina | Natjecanje                                                                     | Rezultat                                                        |
| ------ | ------------------------------------------------------------------------------ | --------------------------------------------------------------- |
| 1995.  | Svjetsko prvenstvo seniora do 22. godine u Groningenu (Nizozemska)             | brončana medalja u samcu za lake seniorke                       |
| 1996.  | Svjetski kup u Luzernu (Švicarska)                                             | 5. mjesto u samcu za lake seniorke                              |
| 1996.  | Svjetsko prvenstvo seniora do 22. godine u Hazewinkelu (Belgija)               | brončana medalja u samcu za lake seniorke                       |
| 1996.  | Svjetsko prvenstvo seniora u Stratchclayde (Škotska, Velika Britanija)         | 11. mjesto u samcu za lake seniorke                             |
| 1997.  | Svjetski kup u Luzernu (Švicarska)                                             | 11. mjesto u samcu za lake seniorke                             |
| 1997.  | Svjetsko prvenstvo seniora u Agiubelete (Francuska)                            | 13. mjesto u samcu za lake seniorke                             |
| 1998.  | Svjetski kup u Luzrnu (Švicarska)                                              | 5. mjesto u samcu za lake seniorke                              |
| 1998.  | Svjetski kup u Münchenu (Njemačka)                                             | 3. mjesto u samcu za lake seniorke                              |
| 1998.  | Svjetsko prvenstvo seniora u Kölnu (Njemačka)                                  | 5. mjesto u samcu za lake seniorke                              |
| 1998.  | Svjetsko prvenstvo studenata u Zagrebu (Hrvatska)                              | 1. mjesto u samcu za lake seniorke                              |
| 1999.  | Svjetski kup u Beču (Austrija)                                                 | 3. mjesto u samcu za lake seniorke                              |
| 1999.  | Svjetski kup u Hazewinkelu (Belgija)                                           | 3. mjesto u samcu za lake seniorke                              |
| 1999.  | Svjetski kup u Luzernu (Švicarska)                                             | 3. mjesto u samcu za lake seniorke                              |
| 1999.  | Svjetsko prvenstvo u St. Chatarines (Kanada)                                   | 6. mjesto u samcu za lake seniorke                              |
| 1999.  | Svjetske vojne igre u Zagrebu (Hrvatska)                                       | 2. mjesto u samcu seniorki                                      |
| 2000.  | Svjetski kup u Münchenu (Njemačka)                                             | 9. mjesto u samcu za seniorke                                   |
| 2000.  | na kvalifikacijskoj regati za odlazak na Olimpijske igre u Sydney (Australija) | 5. mjesto u samcu za seniorke                                   |
| 2000.  | Svjetsko prvenstvo u Zagrebu (Hrvatska)                                        | 7. mjesto u samcu za lake seniorke                              |
| 2001.  | Svjetski kup u Seville (Španjolska)                                            | 6. mjesto u samcu za lake seniorke                              |
| 2001.  | Svjetski kup u München (Njemačka)                                              | 5. mjesto u samcu za lake seniorke                              |
| 2001.  | Svjetsko prvenstvo u Luzernu (Švicarska)                                       | 6. mjesto u samcu za lake seniorke                              |
| 2001.  | Mediteranske igre u Tunis (Tunis)                                              | 5. mjesto u samcu za seniorke                                   |
| 2002.  | Svjetski kup u Luzernu (Švicarska)                                             | 2. mjesto u samcu za lake seniorke                              |
| 2002.  | Svjetski kup u München (Njemačka)                                              | 3. mjesto u samcu za lake seniorke                              |
| 2002.  | Svjetsko prvenstvo u Seville (Španjolska)                                      | 4. mjesto u samcu za lake seniorke                              |
| 2003.  | Svjetski kup u München (Njemačka)                                              | zbog bolesti odustala od finalne utrke u samcu za lake seniorke |
| 2003.  | Svjetski kup u Luzernu (Švicarska)                                             | 1. mjesto u samcu za lake seniorke                              |
| 2003.  | Svjetsko prvenstvo u Milanu (Italija)                                          | 2. mjesto u samcu za lake seniorke                              |
| 2004.  | Svjetski kup u München (Njemačka)                                              | 4. mjesto u samcu za lake seniorke                              |
| 2004.  | na kvalifikacijskoj regati za odlazak na Olimpijske igre u Atenu (Grčka)       | 4. mjesto u samcu za seniorke                                   |
| 2004.  | Svjetsko prvenstvo u Banyoles (Španjolska)                                     | 7. mjesto u samcu za lake seniorke                              |
| 2005.  | Svjetski kup u München (Njemačka)                                              | 1. mjesto u samcu za lake seniorke                              |
| 2005.  | Mediteranske igre u Almeria (Španjolska)                                       | 1. mjesto u samcu za lake seniorke                              |
| 2005.  | Svjetsko prvenstvo u Gifu (Japan)                                              | 9. mjesto u samcu za lake seniorke                              |
| 2007.  | Svjetski kup u Linz (Austrija)                                                 | 15. mjesto u dvojcu na pariće za lake seniorke                  |
| 2007.  | Svjetski kup u Luzern (Švicarska)                                              | 4. mjesto u samcu za lake seniorke                              |
| 2007.  | Svjetsko prvenstvo u München (Njemačka)                                        | 4. mjesto u samcu za lake seniorke                              |
| 2008.  | Svjetski kup u München (Njemačka)                                              | 14. mjesto u dvojcu na pariće za lake seniorke                  |
| 2008.  | Svjetsko prvenstvo u Linz (Austrija)                                           | 3. mjesto u samcu za lake seniorke                              |
| 2009.  | Svjetski kup u Banyoles (Španjolska)                                           | 2. mjesto u samcu za lake seniorke                              |
| 2009.  | Mediteranske igre u Pescara (Italija)                                          | 3. mjesto u samcu za lake seniorke                              |
| 2009.  | Svjetsko prvenstvo u Poznan (Poljska)                                          | 12. mjesto u samcu za lake seniorke                             |

## Nagrade
Za svoj doprinos osječkom i hrvatskom športu Mirna Rajle Brođanac primila je i niz nagrada:
| Godina | Opis nagrade ili priznanja |
| ------ | --- |
| 1995.  | - Športašica grada Osijeka - priznanje HOO za osobita dostignuća u športu - Priznanje HVS za osvojeno 3. mjesto na SP |
| 1996.  | - Športaš Osječko-baranjske županije i grada Osijeka - priznanje HOO za osobita dostignuća u športu - priznanje HVS za osvojeno 3. mjesto na SP |
| 1997.  | - Odlikovanje Predsjednika RH Danicom Hrvatske s likom Franje Bučara |
| 1998.  | - Športaš grada Osijeka i Županije osječko-baranjske - nominirana za športašicu RH prema odluci HOO - Grb grada Osijeka za osobite zasluge u športu - najpopularniji športaš grada – Gradski radio - priznanje HVS za osvojeno 1. mjesto na studentskom SP - priznanje EUSA za osvojeno 1. mjesto na studentskom SP                                  |
| 1999.  | - priznanje HVS za osvojeno 2. mjesto na Svjetskim vojnim igrama |
| 2000.  | - proglašena veslačicom stoljeća po odluci veslačkih djelatnika Hrvatskog veslačkog saveza (2000.) |
| 2001.  | - najpopularniji športaš grada – Gradski radio |
| 2003.  | - Športaš Osječko-baranjske županije i grada Osijeka - Grb grada Osijeka za životno djelo na području športa - Županijska nagrada Osječko-baranjske županije za osobita dostignuća u športu - najbolji športaš grada Osijeka po odluci športskih novinara - najpopularniji športaš grada – Gradski radio - priznanje HVS za osvojeno 2. mjesto na SP |
| 2005.  | - priznanje HVS za osvojeno 1. mjesto na MI Almeria |
| 2008.  | - Športašica Osječko-baranjske županije i Grada Osijeka - Državna nagrada u športu „Franjo Bučar“ MZOS |
| 2009.  | - priznanje HVS za osvojeno 3. mjesto na MI Pescara |
| 2013.  | - Kandidat HOO-a za nagradu Žene u sportu MOO-a |

## Članstva
- Članica Skupštine Hrvatskog školskog športskog saveza
- Članica Izvršnog odbora Hrvatskog školskog športskog saveza
- Članica Etičkog odbora Hrvatskog olimpijskog odbora
- Članica Komisije za ravnopravnost spolova u sportu Hrvatskog olimpijskog odbora
- Koordinatorica mreže za ravnopravnost spolova u sportu Športske zajednice Osječko-baranjske županije
- Koordinatorica mreže za ravnopravnost spolova u sportu Hrvatskog veslačkog saveza
- Predsjednica povjerenstva za žensko veslanje Hrvatskog veslačkog saveza
- Članica Stegovnog vijeća Hrvatskog zavoda za toksikologiju i antidoping u športu